# Xiabazhai
Xiabazhai (kinesiska: 下八寨乡, 下八寨) är en socken i Kina. Den ligger i provinsen Sichuan, i den sydvästra delen av landet, omkring 230 kilometer nordväst om provinshuvudstaden Chengdu. Antalet invånare är 1 177. Befolkningen består av 527 kvinnor och 650 män. Barn under 15 år utgör 18,0 %, vuxna 15-64 år 72 %, och äldre över 65 år 8,0 %.
Genomsnittlig årsnederbörd är 1 074 millimeter. Den regnigaste månaden är juli, med i genomsnitt 212 mm nederbörd, och den torraste är december, med 7 mm nederbörd.